# François d'Aillières
Pour les autres membres de la famille, voir Famille Caillard d'Aillières.
François d'Aillières est un militaire et homme politique français né le 15 octobre 1817 à Origny-le-Roux (Orne). Il meurt le 15 avril 1906 dans le 8e arrondissement de Paris.

## Biographie
François Thérèse Alfred Caillard d'Aillières est le fils d'Augustin-Henry Caillard d'Aillières et de Fanny de Nogué de Meyrac.
Après sa formation à Saint-Cyr (1836-1838), il devient officier de carrière et choisit l'arme de l'infanterie.
Il prend part à plusieurs campagnes : Afrique (1844-1948), Rome (1849-1852) puis la guerre franco-allemande (1870-1871). Il termine sa carrière comme colonel.
Il est promu officier de la Légion d'honneur en 1868.
Il est élu député de la Sarthe en 1897, succédant à son neveu Augustin-Fernand Caillard d'Aillières. Il ne se représente pas en 1898.
François d'Aillières meurt le 15 avril 1906 à l’âge de 88 ans dans le 8e arrondissement de Paris.

## Décorations
- Officier de la Légion d'honneur (décret du 16 mars 1868) ; chevalier du 14 mars 1857[2] ;
- Chevalier de l'ordre de Saint-Stanislas (Russie impériale) de 2e classe (autorisation par décret du 28 novembre 1868)[2].